# Ричардс, Эдвард
Сэр Эдвард Трентон Ричардс (англ. Edward Trenton Richards; 4 октября 1908, Бербайс, Британская Гвиана, Великобритания — май 1991, Гамильтон, Бермудские острова) — бермудский юрист и государственный деятель, премьер-министр Бермудских островов (1971—1975).

## Биография
Получил педагогическое образование в Джорджтауне и в 1930 г. переехал к сестре на Бермудские острова, где преподавал математику, латынь и игры в институте Беркли. Также работал в качестве заместителя редактора газеты Bermuda Recorder, на страницах которой выступал против сегрегации. Через семь лет после своего приезда стал гражданином Бермуд.
В 1943 г. он отправился в Великобританию, чтобы изучать право в Миддл Темпл. В 1947 г. стал четвертым чернокожим практикующим адвокатом на Бермудских островах. В 1948 г. был избран в парламент, в котором затем на протяжении двух десятилетий представлял округ Уорвик.
Представлял Объединенную бермудскую партию. В 1968 г. был избран заместителем её председателя.
- 1968—1971 гг. — заместитель главы правительства,
- 1971—1975 гг. — глава правительства, премьер-министр Бермудских островов.

В декабре 1975 г. принял решение об уходе из политики и до 1986 г. занимался юридической практикой.
В 1970 г. королевой Елизаветой II был возведен в рыцарское достоинство.